# Wilmington (contea di Greene, Illinois)
Wilmington è un villaggio degli Stati Uniti d'America, situato nello Stato dell'Illinois, nella contea di Greene.